# قهرمانی کبدی آسیا
مسابقات قهرمانی کبدی آسیا یکی از مسابقات کبدی است. این مسابقات اولین بار در سال ۱۹۸۰ برگزار شد. دهمین دوره مسابقات در ایران برگزار شد و هند قهرمان شد.

## مردان
| سال  | میزبان             | طلا     | نقره       | برنز              | منبع  |
| ---- | ------------------ | ------- | ---------- | ----------------- | ----- |
| ۱۹۸۰ | کلکته، هند         | · هند   | · بنگلادش  | · نپال            | [ ۲ ] |
| ۱۹۸۸ | جیپور، هند         | · هند   | · بنگلادش  |                   |       |
| ۲۰۰۰ | کلمبو، سریلانکا    | · هند   | · سری‌لانکا | · پاکستان         |       |
| ۲۰۰۱ | بانکوک، تایلند     | · هند   |            |                   |       |
| ۲۰۰۲ | کوالالامپور، مالزی | · هند   | · ژاپن     | · ایران           | [ ۳ ] |
| ۲۰۰۳ | کانگار، مالزی      | · ایران | · مالزی    | · سری‌لانکا        | [ ۴ ] |
| ۲۰۰۵ | تهران، ایران       | · هند   | · پاکستان  | · ایران           | [ ۵ ] |
| ۲۰۱۷ | گرگان، ایران       | · هند   | · پاکستان  | ایران · کرهٔ جنوبی | [ ۶ ] |

## زنان
| سال  | میزبان           | طلا         | نقره        | برنز            | منبع  |
| ---- | ---------------- | ----------- | ----------- | --------------- | ----- |
| ۲۰۰۵ | حیدرآباد، هند    | · هند       | · ژاپن      | · سری‌لانکا      | [ ۷ ] |
| ۲۰۰۷ | تهران، ایران     | · هند       | · ایران     | سری‌لانکا تایلند | [ ۸ ] |
| ۲۰۰۸ | مادورای، هند     | · هند       | · ایران     | ژاپن تایلند     |       |
| ۲۰۱۶ | بوسان، کره جنوبی | · کرهٔ جنوبی | · تایلند    | ایران سری‌لانکا  |       |
| ۲۰۱۷ | گرگان، ایران     | · هند       | · کرهٔ جنوبی | ایران سری‌لانکا  | [ ۹ ] |

## جوانان جهان
1. اولین دوره آبان ۱۳۹۸ = ۲۰۱۹ ایران - ۱۵ تیم در بخش پسران فقط[۱۰]
2. دومین دوره اسفند ۱۴۰۱ = ۲۰۲۳ ایران - ۱۲ تیم در بخش پسران فقط[۱۱]